# Schoensmeerfabriek
Een schoensmeerfabriek is een fabriek waar schoensmeer wordt vervaardigd. Schoensmeerfabrieken zijn onderdeel van de poetsmiddelenindustrie die weer een onderdeel van de chemische industrie is.

## Proces
Tot 1814 werd voor het poetsen van lederen schoeisel een pasta van ei en roet gebruikt. Uiteraard droegen de meeste mensen toen klompen en waren lederen schoenen een luxe-artikel. Na 1814 kwam schoensmeer in zwang.
De grondstof van schoensmeer kan ook van een andere natuurlijke bron betrokken worden, namelijk van de Hibiscus rosa-sinensis, ofwel de Chinese roos of schoensmeerplant, die uit de tropen afkomstig is. In Nederland werden de bloembladeren van deze plant, die de wasachtig en olierijke grondstof leveren, vanuit het voormalige Nederlands-Indië betrokken. Ook konden de bladeren, door ze over het leer te wrijven, de schoenen glans geven, waardoor de plant aan zijn (bij)naam is gekomen.
Schoensmeer werd chemisch vervaardigd door vetzuren, zoals oliezuur en palmitinezuur, met loog te verzepen. Vervolgens volgde zuivering met zwavelzuur. Het gezuiverde product werd vermengd met schuurmiddelen, kleurstoffen, emulgatoren en soms ook geurstoffen. Nadeel van deze schoensmeer was het zure karakter ervan, waardoor het leder werd aangetast.
Na 1900 kwam schoencrème en lederappretuur in zwang. Hierin werden de verzeepte vetzuren vervangen door montaanwas, aardwas, carnaubawas en/of paraffine.
Schoencrèmes werden zowel voor de huishoudelijke markt als ten behoeve van schoenmakers en de leder- en schoenindustrie geproduceerd.

## Schoensmeerfabrieken

### Nederland
Huishoudmiddelen werden onder meer vervaardigd door:
- De Erdal-fabrieken te Amersfoort met de merken Peli, Erdal en Tana (vanaf 1915)
- De Glimfabriek te Rotterdam
- De Era-fabrieken te Deventer
- Schoensmeerfabriek "Nora" (Chemische Fabriek van het Noorden) te Hoogeveen
- B. Kitzelaar te Hilversum, schoencrème en linoleumwas, gesticht 1915 en in 1917 overgenomen door Erdal.
- Schoensmeerfabriek "De Laars" te Delft.

Voor de professionele markt werkten onder meer:
- Vincent Hoffmans & Zonen Chemische Fabrieken te Waalwijk, opgericht 1900. Schoencrème en lederappretuur.
- Chemische Industrie Nedres te Helmond.
- Elsbach's Chemische Vaseline-, Olie- en Vetindustrie te Oss
- Dressing- en Wasfabriek "Brabant" te Tilburg

### België
- De Ça-va-seul-fabrieken te Diksmuide en later Vilvoorde (1889-1989)